# Tajemnica medalionu
Tajemnica medalionu – polski dramat filmowy z 1922 roku w reżyserii Edwarda Puchalskiego. Obraz został nagrany w wersji niemej. Do dziś nie zachowała się pełna kopia filmu.

## Fabuła
Akcja dzieje się podczas wojny polsko-bolszewickiej. Ranny rotmistrz Stanisław Borski trafia do dworu Starowskich, gdzie opiekują się nim pani domu oraz córka Marynia. Na dwór napadają komuniści, którzy porywają rotmistrza i żywcem zakopują w lesie. Szlachciankom udaje się odnaleźć rannego, którego przejeżdżający oddział zabiera do kapitana Champreux - dowódcy francuskiej misji wojskowej.
Po wyzdrowieniu Borski udaje się do Warszawy, gdzie trwają demonstracje i rozruchy. W tłumie dostrzega Izydora - szpiega komunistycznego i uczestnika napadu na dwór. Temu udaje się jednak uciec i powiadomić o rozpoznaniu hrabinę Izabelę Czartońską. Ta zaprasza do siebie rotmistrza, usypia go, a następnie wkłada mu do czapki fragment listu, z którego wynika, że jest on niemieckim szpiegiem. Następnie zawiadamia władze wojskowe, które aresztują Borskiego i znajdują podrzucony dokument. Mimo zapewnień o niewinności oraz zeznań Maryni Starowskiej i kapitana Champreux, rotmistrz zostaje skazany na rozstrzelanie. Francuz dostaje do wglądu obciążający list i kojarzy jego zapach z perfumami, jakich używa hrabina Czartońska. Udaje się do księżny Podhoreckiej, która znała rodzinę Czartońskich, choć jedynie ze wspomnień  przyjaciółki pani Drojeckiej, wywiezionej na Wschód. Odkrywa ukryty w medalionie pamiętnik Drojeckiej z moskiewskiego więzienia, z którego wynika, że Izabela Czartońska zmarła w Moskwie, maltretowana przez Różę Łakbin.
Posiadając tę wiedzę, Champreux udaje się do "hrabiny" Czartońskiej. Blefuje, że pani Drojecka wraca z obozu repatriantów. Przerażona "hrabina" wyjawia mu swoją prawdziwą tożsamość Róży Łajkin. Opowiada również historię swojego życia.

## Obsada
- Helena Sulima - Róża Łajkin vel hrabina Izabela Czartońska
- Helena Marcello-Palińska - Helena Drojowska
- Lucjan Kraszewski - Izydor Sałomonowicz
- Ryszard Sobiszewski - kapitan Champieux
- Maria Hryniewicz - Marynia Starowska
- Henryk Rydzewski - rotmistrz Stanisław Borski